# 四平电影院

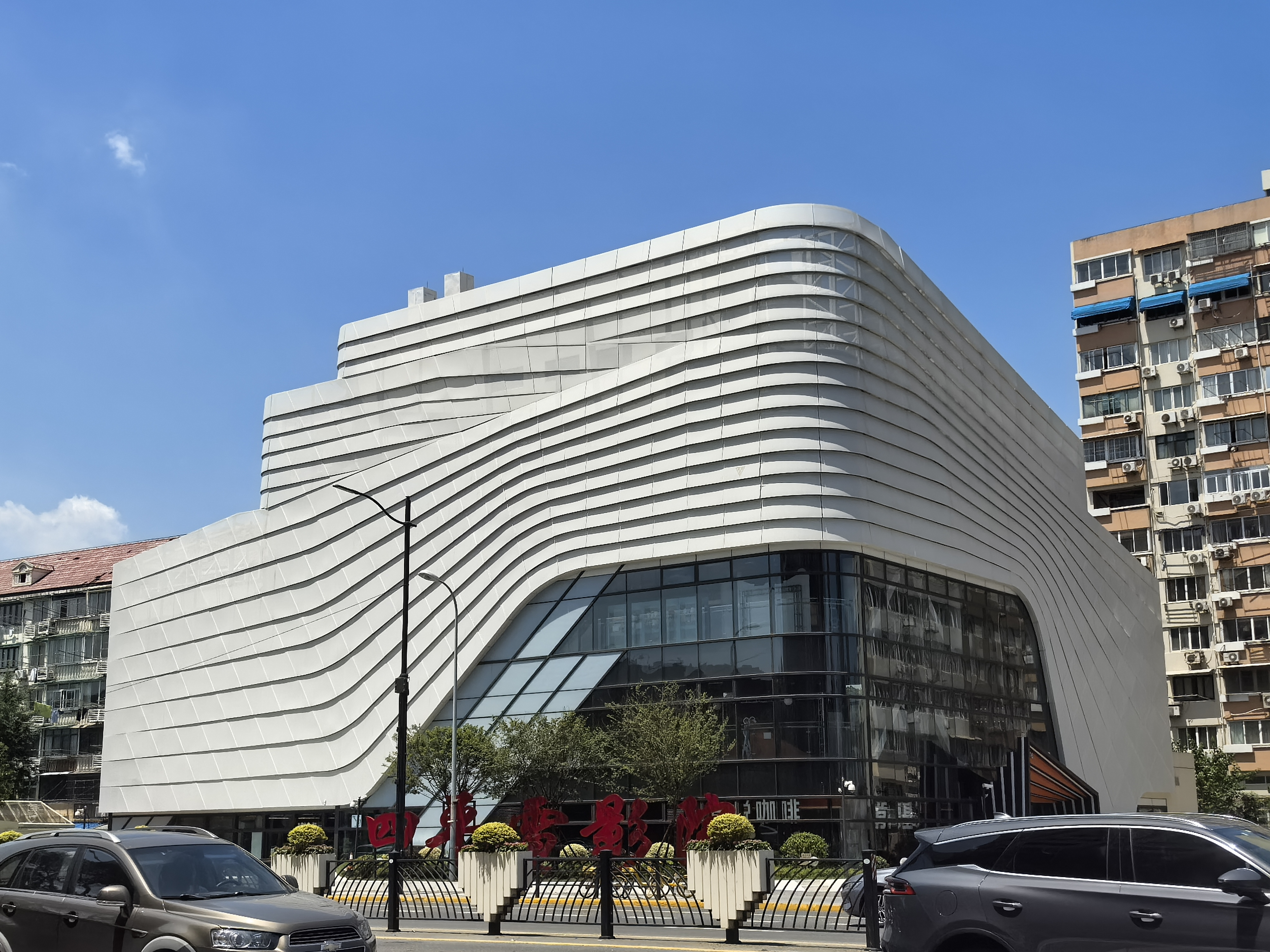
翻新装修后的四平电影院

四平电影院是位於中華人民共和國上海市楊浦區四平路大连路路口的一家電影院。

## 历史
建成於1986年。2021年，四平电影院進行改造，2022年底恢復開放。之後又重新装修，2024年12月份再度恢復開放，並且定位為上海首家红色主题影院。